# Байрампаша
Байрампаша (тур. Bayrampaşa) — район провінції Стамбул (Туреччина), частина міста Стамбул.

## Історія
Ці місця стали заселятися з 1927 року, коли тут стали давати землі туркам з-під Пловдива, і утворилося село Сагмалджилар. У 1930-1950-х роках сюди переселялися боснійці та албанці з Югославії та Албанії. З 1950-х років тут почала розвиватися промисловість, і Сагмалджилар став індустріальним районом.
Промислове забруднення вод і перевантаження через наплив нових жителів водно-каналізаційної системи, побудованої ще Сінаном у часи Османської імперії, привели в 1960-х роках до спалаху холери, і сама назва Сагмалджилар стала асоціюватися з холерою. У зв'язку з тим, що в XVII столітті тут розташовувалося маєток Байрам-паші (великий візир султана Мурада IV), то Сагмалджилар був перейменований в Байрампаша.
У травні 1990 року на території, що прилягає до Байрампаша, була виділена зі складу району Еюп в окремий район.

## Адміністративний поділ
Район складається з 11 мікрорайонів:
- Алтинтепсі[tr]
- Джеватпаша[tr]
- Карталтепе[tr]
- Коджатепе[tr]
- Муратпаша[tr]
- Орта[tr]
- Єнідоган[tr]
- Ватан[tr]
- Теразидере[tr]
- Ісметпаша[tr]
- Їлдирим[tr]